# Roberto Scarpinato
Roberto Scarpinato, né le 14 janvier 1952 à Caltanissetta, en Sicile est un magistrat italien spécialisé dans la lutte anti-mafia.

## Biographie
Aspirant à une carrière médicale de psychanalyste ou neurobiologiste, Roberto Scarpinato choisit cependant la magistrature, dans le sillage de son père.
Il s’engage, en 1989, dans le pool anti-mafia de Palerme et travaille avec Giovanni Falcone et Paolo Borsellino.Roberto Scarpinato vit sous protection policière depuis cette époque.
Au parquet de Palerme, il dirige les départements mafia-économie, mafia de Trapani et criminalité économique. Procureur au cours du procès Andreotti, Roberto Scarpinato a instruit les plus importants procès menés contre la mafia et ses liens au sein du monde politique et institutionnel.
Il est, à partir de 2013, procureur général auprès du parquet de Palerme, chargé des enquêtes relatives aux assassinats politico-mafieux de 1992 et 1993. Mémoire historique de la justice anti-mafia, il est également l’auteur, avec Saverio Lodato, de Il ritorno del Principe aux éditions Chiarelettere, et traduit en France en 2011 aux éditions La Contre Allée.
Il est sénateur durant la XIXe législature de la République italienne, au sein du Mouvement 5 étoiles.
Roberto Scarpinato, Stefania Ascari, Federico Cafiero de Raho, Francesco Castiello, Michele Gubitosa et Luigi Nave, représentants du mouvement 5 étoile (M5S) au sein de la commission parlementaire antimafia  ont réclamé la démission de la présidente de la commission, Chiara Colosimo, accusée de proximité avec les réseaux mafieux, en même temps que la majorité de droite tente d'écarter Scarpinato et De Raho, l'un comme ancien procureur général de Palerme, l'autre comme ancien procureur national antimafia, de certains dossiers de cette commission.

## Publications en France
- Roberto Scarpinato (trad. de l'italien), Le Dernier des juges, Lille, La Contre Allée, 2011, 48 p. (ISBN 978-2-917817-07-0, lire en ligne)

- Roberto Scarpinato et Saverio Lodato (trad. de l'italien par Deborah Puccio-Den et Sarah Waligorski), Le Retour du Prince : entretien avec Saverio Lodato, Lille, La Contre Allée, 2012, 336 p. (ISBN 978-2-917817-30-8, lire en ligne)

- Roberto Scarpinato et Saverio Lodato (trad. de l'italien par Deborah Puccio-Den et Sarah Waligorski), Le Retour du Prince : Pouvoir et criminalité [« Il Ritorno del Principe »], Lille, La Contre Allée, coll. « Un singulier pluriel », 2015, 336 p. (ISBN 978-2-917817-39-1), édition augmentée et révisée, préface d'Edwy Plenel

- Antonella Mascali, Giovanni Falcone et Paolo Borsellino (trad. de l'italien par Anna Rizzello et Sarah Waligorski, préf. Roberto Scarpinato), Les Derniers Mots de Falcone et Borsellino, Lille, La Contre Allée, 2013, 192 p. (ISBN 978-2-917817-23-0, lire en ligne)